# Eberlanzia
Eberlanzia é um género botânico pertencente à família Aizoaceae.